# Stelling van Brun

De convergentie naar de constante van Brun.

In getaltheorie, een deelgebied van de wiskunde, beweert de stelling van Brun dat de som van de reciproquen van priemtweelingen (paren van priemgetallen die slechts 2 verschillen, bijvoorbeeld 11 en 13) naar een eindige waarde convergeert, die bekendstaat als de constante van Brun, meestal aangeduid door {\displaystyle B_{2}}
(reeks A065421 op OEIS). 
De stelling van Brun werd in 1919 bewezen door de Noorse wiskundige Viggo Brun en heeft historisch belang in relatie tot de introductie van zeefmethoden.

## Voetnoten
1. ↑  reeks A065421 op OEIS